# Lynn Williams (fodboldspiller)
 For alternative betydninger, se Lynn Williams. (Se også artikler, som begynder med Lynn Williams)
Lynn Raenie Williams (født 21. maj 1994) er en kvindelig amerikansk fodboldspiller, der spiller som angriber for North Carolina Courage i National Women's Soccer League og USA's kvindefodboldlandshold, siden 2016.
Hun har siden Januar 2017, spillet for den amerikanske storklub North Carolina Courage. Tidligere har har hun optrådt for det australske W-League hold Western Sydney Wanderers og for Western New York Flash.
Williams fik debut på det amerikanske A-landshold i Oktober 2016, i en venskabskamp mod Schweiz.